# Сноу, Бриттани
Бриттани Энн Сноу (англ. Brittany Anne Snow; род. 9 марта 1986, Тампа, Флорида) — американская актриса кино и телевидения. Известна своими ролями Мег Приор в «Американской мечте», Дейзи ЛеМей в «Направляющем свете», Эмбер фон Тассл в «Лаке для волос» и Хлои Билл в «Идеальном голосе»

## Биография
Сноу родилась и выросла в Тампе, Флорида. Она дочь Синтии, работника издательского агентства, и Джона Сноу, который управляет страховым агентством, и помогает Бриттани. У Сноу есть сводный брат Джон и сводная сестра Холли, проживающие в Огайо. Она училась в школе Карролвуд в Тампе, Флорида. В 2004 году Сноу окончила среднюю школу Гейтер в Тампе, Флорида.

## Карьера
Сноу стала моделью в возрасте трёх лет и начала появляться в печатной рекламе для магазина. Стала популярной в 12 лет, сыграв трудного подростка Дейзи ЛеМей в драме «Направляющий свет». Она сыграла Мег Приор в сериале NBC «Американская мечта» и неонацистского студента средней школы Ариэль Олдерман в третьем сезоне сериала «Части тела». В 2005 году снялась в фильме «Лысый нянька: Спецзадание», совместно с Вином Дизелем.
В 2006 году появилась в фильме «Джон Такер должен умереть» и озвучила Намина в видеоигре «Kingdom Hearts II». Также озвучила Сидзуку Цукисиму в мультфильме «Шёпот сердца», вместе с Эшли Тисдейл. Также сыграла женщину, страдающую биполярным расстройством в финале седьмого сезона сериала «Закон и порядок: Специальный корпус».
В 2007 году появилась в музыкальном фильме «Лак для волос», экранизации бродвейского мюзикла, вместе с Мишель Пфайффер, Джеймсом Марсденом, Амандой Байнс, Заком Эфроном, Джоном Траволтой, Эллисон Дженни и Куин Латифой. Она также работала с режиссёром «Лака для волос» Адамом Шенкманом в фильме «Пустышка». Сноу также показала свою музыкальную сторону в многочисленных номерах, включая сольную песню «The New Girl In Town», ранее вырезанную из бродвейского мюзикла. Она сыграла главную роль в фильме «Выпускной», вышедшем на экраны в 2008 году. Бриттани появилась в клипе на песню «The Phrase That Pays» группы «The Academy Is…», который был выпущен в июле 2007 года. Также она снялась в клипе на песню «Fire Escape» Mэтью Мэйфилда.
В настоящее время Сноу планирует сыграть ведущую, Алиссу, в предстоящей экранизации фильма «Башни с часами», который выйдет в 2010 году. Она будет играть главную роль вместе с Эваном Росом в триллере «96 минут».
Сноу снялась в драме Девида Келли «Закон Гарри» в течение сезона 2010—2011 годов.

## Личная жизнь
С 2020 по 2023 год Сноу была замужем за агентом по продаже недвижимости Тайлером Станалендом. 

## Фильмография
| Год  | Название                    | Роль             | Примечание                   |
| ---- | --------------------------- | ---------------- | ---------------------------- |
| 2001 | Дюжина Мёрфи                |                  | Телевизионный фильм          |
| 2002 | Американские мечты          |                  | Сериал                       |
| 2005 | Лысый нянька: Спецзадание   | Зои Пламмер      |                              |
| 2006 | Шёпот сердца                | Судзуки Цукусима | Озвучивание                  |
| 2006 | Сдохни, Джон Такер!         | Кейт             | Главная роль                 |
| 2007 | Лак для волос (фильм, 2007) | Эмбер фон Тассл  |                              |
| 2007 | На кукле (Куколка)          | Балере           | Главная роль                 |
| 2008 | Выпускной                   | Донна            | Главная роль                 |
| 2008 | Найти Аманду                | Аманда           |                              |
| 2008 | Полоса                      | Бейлин           |                              |
| 2009 | Порочный вид                | Эмма             | Главная роль                 |
| 2009 | Сплетница                   | Лили Роудс       | Эпизод «Девушки из долины»   |
| 2010 | Джэни Джонс                 | Айрис            | Главная роль                 |
| 2010 | Прогулка                    | TБA              | Главная роль                 |
| 2011 | 96 минут                    | Карла            | Главная роль                 |
| 2012 | Идеальный голос             | Хлоя             | Главная роль                 |
| 2012 | Что бы вы сделали…          | Айрис            | Главная роль                 |
| 2012 | Сироп                       | Третья           | Главная роль                 |
| 2015 | Идеальный голос 2           | Хлоя             | Главная роль                 |
| 2016 | Поздний цветок              | Мишель           |                              |
| 2017 | Бушвик                      | Люси             |                              |
| 2017 | Идеальный голос 3           | Хлоя Бил         |                              |
| 2020 | Интрижка                    | Дарла            | Главная роль                 |
| 2022 | X                           | Бобби-Линн       |                              |
| 2022 | Рождество с Кэмпбеллами     | Джесси           | Главная роль                 |
| 2023 | Еще не мертва               | Пайпер           | Эпизодическая роль в сериале |

| Телевидение | Телевидение                         | Телевидение     | Телевидение            |
| Год         | Фильм                               | Роль            | Примечание             |
| ----------- | ----------------------------------- | --------------- | ---------------------- |
| 1998        | Направляющий свет                   | Сюзан Лемей     | 9 эпизодов, 1998—2002  |
| 2002        | Американская мечта                  | Маргарет Приор  | 61 эпизодов, 2002—2005 |
| 2005        | Части тела                          | Ариэль Олдерман | (5 эпизодов, 2005)     |
| 2006        | Закон и порядок: Специальный корпус | Джейми          | 1 эпизод               |
| 2009        | Гриффины                            | Кенди           | 1 эпизод               |
| 2009        | Сплетница                           | Молодая Лили    | 24 эпизода             |
| 2010 — 2011 | Закон Хэрри                         | Дженна          |                        |

| Клипы | Клипы                | Клипы               | Клипы                         |
| Год   | Название             | Роль                | Примечание                    |
| ----- | -------------------- | ------------------- | ----------------------------- |
| 2007  | The Phrase That Pays | Непослушная девочка | Клип группы «The Academy Is…» |
| 2008  | Otep The Ascension   |                     | Клип группы «The Academy Is…» |
| 2008  | Ride EP              | Подруга             | Клип Cary Brothers            |
| 2008  | Just Impolite        | Подруга             | Клип группы «Plushgun»        |

## Дискография
Саундтрек 
- 2007: «Лак для волос» (саундтрек) — 10 июля 2007 года